# 한국 재발견
한국 재발견은 2011년 11월 12일부터 2013년 12월 22일까지 KBS 1TV로 방송된 다큐멘터리 텔레비전 프로그램이다.

## 기획 의도
대한민국 지역의 역사·문화와 터를 다루는 다큐멘터리 프로그램이다.

## 방송 시간
| 방송 채널 | 방송 기간                           | 방송 시간                             |
| --------- | ----------------------------------- | ------------------------------------- |
| KBS 1TV   | 2011년 11월 12일 ~ 2013년 4월 6일   | 매주 토요일 오전 10:30 ~ 11:30 (60분) |
| KBS 1TV   | 2013년 4월 13일 ~ 2013년 10월 19일  | 매주 토요일 오전 10:30 ~ 11:20 (50분) |
| KBS 1TV   | 2013년 10월 27일 ~ 2013년 12월 22일 | 매주 일요일 밤 10:20 ~ 11:10 (50분)   |

## 방송 회차

### 2011년
| 회차 | 방송일    | 지역            | 제목 (원제)                      | 비고 |
| ---- | --------- | --------------- | -------------------------------- | ---- |
| 1    | 11월 12일 | 전라남도 완도군 | 바다와 역사를 품다               |      |
| 2    | 11월 19일 | 경상북도 안동시 | 뿌리 깊은 정신문화의 보고(寶庫)  |      |
| 3    | 11월 26일 | 충청남도 태안군 | 서해의 보물을 찾아서             |      |
| 4    | 12월 3일  | 경상남도 하동군 | 섬진강 물길 따라 그리움이 흘린다 |      |
| 5    | 12월 10일 | 경상북도 군위군 | 천년의 이야기를 간직하다         |      |
| 6    | 12월 17일 | 경기도 남양주시 | 풍광 속에 느껴지는 조상의 숨결   |      |
| 7    | 12월 24일 | 충청북도 청주시 | 따뜻한 정이 흐르는 맑은 고을     |      |

### 2012년
| 회차 | 방송일    | 지역              | 제목 (원제)                        | 비고     |
| ---- | --------- | ----------------- | ---------------------------------- | -------- |
| 8    | 1월 7일   | 강원도 속초시     | 이야기가 머무는 바다               |          |
| 9    | 1월 14일  | 전라북도 장수군   | 절개가 흐르는 청정한 땅            |          |
| 10   | 1월 21일  | 충청북도 충주시   | 삼국 순결이 녹은 중원(中原)의 땅   |          |
| 11   | 1월 28일  | 경상남도 통영시   | 다도해의 심장                      |          |
| 12   | 2월 4일   | 경상북도 청도군   | 시간이 쌓여 풍경이 되다            |          |
| 13   | 2월 11일  | 충청남도 예산군   | 문화·역사를 품은 태고의 길지(吉地) |          |
| 14   | 2월 18일  | 전라북도 김제시   | 하늘과 땅이 만나는 지평선의 고장   |          |
| 15   | 2월 25일  | 경상남도 의령군   | 의로운 땅, 의로운 사람들           |          |
| 16   | 3월 10일  | 경상북도 영주시   | 오래된 풍경 이야기를 품다          |          |
| 17   | 3월 17일  | 전라남도 함평군   | 남도의 삶이 어우러지다             |          |
| 18   | 3월 24일  | 경상북도 울진군   | 바다를 품고, 산을 품다             |          |
| 19   | 4월 7일   | 충청남도 연기군   | 추억과 향수를 기록하다             |          |
| 20   | 4월 14일  | 전라남도 순천시   | 자연을 품은 생명의 땅              |          |
| 21   | 4월 21일  | 경상남도 고성군   | 다도해를 품은 공룡의 땅            |          |
| 22   | 4월 28일  | 충청남도 금산군   | 깊은 산 맑은 물, 인삼의 고향       |          |
| 23   | 5월 5일   | 경상남도 함안군   | 청풍이 머무는 선비의 정원          |          |
| 24   | 5월 12일  | 경기도 포천시     | 강을 품은 생명의 도시              |          |
| 25   | 5월 19일  | 강원도 고성군     | 분단의 땅, 그리움의 산과 바다      |          |
| 26   | 5월 26일  | 전라남도 여수시   | 맑고 아름다운 물의 도시            |          |
| 27   | 6월 2일   | 경기도 양평군     | 두 물이 만나 큰 물이 되는 곳       |          |
| 28   | 6월 9일   | 충청북도 단양군   | 자연이 만든 하늘정원               |          |
| 29   | 6월 16일  | 전라북도 부안군   | 산과 바다, 오랜 이야기를 품다      |          |
| 30   | 6월 23일  | 강원도 인제군     | 청정한 백두대간의 허리             |          |
| 31   | 6월 30일  | 충청남도 부여군   | 1400년 전 백제를 만나다            |          |
| 32   | 7월 7일   | 경기도 수원시     | 조의 꿈, 오늘을 만나다             |          |
| 33   | 7월 14일  | 전라남도 장흥군   | 정남진의 하늘빛 유혹               |          |
| 34   | 7월 21일  | 전라북도 순창군   | 생명의 맛, 고추장의 고향           |          |
| 35   | 8월 4일   | 인천광역시 강화군 | 오래된 기억을 품은 생명의 섬       |          |
| 36   | 8월 11일  | 강원도 정선군     | 아리아리 아라리                    |          |
| 37   | 8월 18일  | 경상북도 울릉군   | 동해를 품은 국토의 막내            |          |
| 38   | 8월 25일  | 부산광역시        | 하얀 갈매기의 꿈                   |          |
| 39   | 9월 1일   | 충청북도 괴산군   | 자연이 빚은 선유정원(仙遊庭園)     |          |
| 40   | 9월 8일   | 경상남도 거창군   | 청정 거창, 마음으로 걷다           |          |
| 41   | 9월 15일  | 경기도 이천시     | 금빛 들녘의 가을 미소              |          |
| 42   | 9월 22일  | 경기도 안산시     | 아름다운 기억이 머무는 도시        |          |
| 43   | 9월 29일  | 전라남도 목포시   | 목포는 항구다                      | 추석특집 |
| 44   | 10월 6일  | 대구광역시        | 어제와 오늘이 만나는 도시          |          |
| 45   | 10월 13일 | 강원도 춘천시     | 청춘을 품은 호반의 도시            |          |
| 46   | 10월 20일 | 경상북도 봉화군   | 자연으로 남은 마음의 고향          |          |
| 47   | 10월 27일 | 충청남도 서천군   | 시간이 머문 삶의 터전              |          |
| 48   | 11월 10일 | 서울특별시        | 600년 서울의 향기                  |          |
| 49   | 11월 24일 | 경기도 가평군     | 청정산수 치유의 쉼터               |          |
| 50   | 12월 1일  | 제주도            | 물과 불이 빚은 세계자연유산        |          |
| 51   | 12월 8일  | 전라북도 남원시   | 천년 사랑을 품은 마음의 고향 터전  |          |
| 52   | 12월 15일 | 경기도 화성시     | 같이 열리는 미래의 땅              |          |
| 53   | 12월 22일 | 경상남도 창원시   | 하나된 마창진의 꿈                 |          |
| 54   | 12월 29일 | 전라남도 신안군   | 시간이 머문 천사의 섬              |          |

### 2013년
| 회차          | 방송일    | 지역            | 제목 (원제)                         | 비고      |
| ------------- | --------- | --------------- | ----------------------------------- | --------- |
| 55            | 1월 5일   | 강원도 강릉시   | 동해를 품은 천년 고도(古都)         |           |
| 56            | 1월 12일  | 전라남도 보성군 | 치향이 흐르는 소리의 고향           |           |
| 57            | 1월 19일  | 강원도 화천군   | 얼음 나라의 겨울 이야기             |           |
| 58            | 1월 26일  | 경기도 양주시   | 자연에서 멋과 흥을 찾다             |           |
| 59            | 2월 2일   | 충청북도 제천시 | 청풍명월의 본향                     |           |
| 60(설날 특집) | 2월 9일   | 전라남도 진도군 | 아리랑 아라리가 났네                | 설날 기획 |
| 61            | 2월 16일  | 전라북도 익산시 | 보석 같은 천년의 기억을 만나다      |           |
| 62            | 2월 23일  | 경기도 연천군   | 공존을 꿈꾸는 경계의 땅             |           |
| 63            | 3월 2일   | 경상남도 창녕군 | 태고의 자연을 품다                  |           |
| 64            | 3월 9일   | 경상북도 의성군 | 의(義)로운 선비의 고향              |           |
| 65            | 3월 16일  | 충청남도 논산시 | 젊음을 품은 천년의 미소             |           |
| 66            | 3월 23일  | 강원도 삼척시   | 자연, 그 원형을 만나다              |           |
| 67            | 4월 6일   | 울산광역시      | 내일을 꿈꾸는 생태 도시             |           |
| 68            | 4월 13일  | 경상북도 포항시 | 미래를 품은 신화의 땅               |           |
| 69            | 4월 20일  | 광주광역시      | 역사를 넘어 빛으로 되살아나다       |           |
| 70            | 4월 27일  | 경상북도 문경시 | 기억을 간직한 백두대간의 관문       |           |
| 71            | 5월 4일   | 강원도 원주시   | 삶의 쉼표를 그리다                  |           |
| 72            | 5월 11일  | 충청남도 홍성군 | 그 땅엔 풍요가 흐른다               |           |
| 73            | 5월 18일  | 전라남도 해남군 | 땅끝에서 삶을 품다                  |           |
| 74            | 5월 25일  | 전라남도 곡성군 | 섬진강 물길따라 인연이 머무는곳     |           |
| 75            | 6월 1일   | 경기도 파주시   | 경계의 땅 평화와 희망을 노래하다    |           |
| 76            | 6월 8일   | 경상남도 산청군 | 하늘이 키우고 산이 키운 땅          |           |
| 77            | 6월 15일  | 전라북도 전주시 | 역사의 향기에 삶이 흐른다           |           |
| 78            | 7월 13일  | 경상북도 예천군 | 금빛 물결이 품은 천년의 유산        |           |
| 79            | 7월 20일  | 충청북도 영동군 | 푸른 산천, 삶의 가락을 품다         |           |
| 80            | 8월 3일   | 경기도 시흥시   | 흥겨움이 시작되는 생명의 땅         |           |
| 81            | 8월 10일  | 전라북도 고창군 | 자연이 삶이 되어 흐르는 곳          |           |
| 82            | 8월 17일  | 충청남도 보령시 | 산과 바다가 빚어낸 신비의 보령      |           |
| 83            | 8월 24일  | 경상남도 양산시 | 산천의 품에서 번뇌를 잊다           |           |
| 84            | 8월 31일  | 경기도 안양시   | 예술을 품은 자연의 도시             |           |
| 85            | 9월 7일   | 충청북도 옥천군 | 그곳이 차마 꿈엔들 잊힐리야         |           |
| 86            | 9월 14일  | 경상남도 김해시 | 시간이 멈춘 곳에서 옛 기억을 만나다 |           |
| 87            | 9월 21일  | 경상북도 영덕군 | 가을 익어가는 내고향 동쪽바다       |           |
| 88            | 9월 28일  | 경기도 평택시   | 황금빛 들녘을 깨우는 풍요의 소리    |           |
| 89            | 10월 5일  | 전라남도 나주시 | 땅의 노래, 세월을 타고 흐르다       |           |
| 90            | 10월 12일 | 강원도 양양군   | 설악산 물길 동해를 만나다           |           |
| 91            | 10월 19일 | 경기도 광주시   | 옛 성이 품은 풍요의 땅              |           |
| 92            | 10월 27일 | 강원도 철원군   | 장구한 세월이 빚은 청정의 땅        |           |
| 93            | 11월 3일  | 경상북도 경주시 | 천년의 숨결, 오늘을 만나다          |           |
| 94            | 11월 10일 | 전라남도 구례군 | 지리산 품에 안겨 가을을 그리다      |           |
| 95            | 11월 17일 | 경상남도 남해군 | 삶의 길, 바래를 걷다                |           |
| 96            | 11월 24일 | 강원도 동해시   | 산은 무르익고 바다는 깊어가네       |           |
| 97            | 12월 1일  | 경기도 의왕시   | 도시, 자연을 만나다                 |           |
| 98            | 12월 8일  | 경상북도 고령군 | 오래된 기억 옛 숨결을 만나다        |           |
| 99            | 12월 15일 | 충청남도 서산시 | 갯마을의 삶은 물길 따라 흐른다      |           |
| 100           | 12월 22일 | 강원도 홍천군   | 겨울이 들려주는 산골 이야기         |           |